# Бабурин, Виктор Сергеевич
Ви́ктор Серге́евич Бабу́рин (род. 18 апреля 1950, дер. Кутаенки, Кировская область) — российский государственный деятель; первый заместитель председателя Законодательного Собрания Калужской области (с 2020 года), председатель Законодательного Собрания Калужской области (2010—2015; 2017—2020).

## Биография
Родился 18 апреля 1950 года в деревне Кутаенки Кировской области.
С 1971 года, окончив Ленинградскую лесотехническую академию им. С. М. Кирова с квалификацией «инженер-механик», работал в Ярославской области. В 1973—1981 годы — инженер-механик, начальник ТЭЦ Кондровского ЦБК; без отрыва от производства в 1979 году окончил Московский политехнический институт по специальности «Промышленная теплоэнергетика». В 1981—1984 годы — директор Полотняно-Заводской бумажной фабрики; в 1983 году окончил двухгодичные заочные курсы резерва руководящих кадров Минбумпрома.

С 1984 года — на партийной работе: второй секретарь Дзержинского райкома КПСС; одновременно в 1989 году заочно окончил факультет экономики Московской высшей партийной школы. В последующем — председатель Дзержинского райисполкома (1990—1991), глава администрации Дзержинского района (1991—1997).
С 1997 года заведовал отделом администрации Калужской области, в 2000—2010 — заместитель губернатора Калужской области.
Избирался депутатом районного (1985—1991), городского (1985—1990), областного (1991—1994) Советов народных депутатов; депутатом Законодательного Собрания Калужской области 1-го созыва (1994—1996).
С 25 марта 2010 по 13 сентября 2015 год — председатель Законодательного Собрания Калужской области 5-го созыва, затем — первый заместитель председателя Законодательного Собрания Калужской области. 18 мая 2017 года избран председателем Законодательного Собрания Калужской области 6-го созыва.
В 2010—2020 годах являлся секретарём Калужского регионального отделения Всероссийской политической партии «Единая Россия». Возглавляет партийную фракцию в Законодательном Собрании Калужской области.
24 сентября 2020 года избран первым заместителем Председателя Законодательного Собрания Калужской области 7-го созыва.

## Награды
- медаль «За трудовую доблесть»[1];
- медаль ордена «За заслуги перед Отечеством» II степени (2019) — за активную законотворческую деятельность и многолетнюю добросовестную работу[7];
- медаль «За особые заслуги перед Калужской областью» I, II и III степени[1];
- медаль «75 лет Калужской области» (2020) — за активное участие и высокие достижения в социально-экономическом развитии Калужской области[8];
- орден Святого благоверного князя Даниила Московского III степени[1].

## Комментарии
1. ↑  Деревня Кутаенки, входившая в состав Рябовского сельсовета Бельского района, не сохранилась; ныне — территория Фалёнского района Кировской области[3].